# Chiesa di Santa Giustina Vergine e Martire
La chiesa di Santa Giustina Vergine e Martire è la parrocchiale di Santa Giustina Vigona, frazione di Mirandola, in provincia di Modena. Appartiene alla zona pastorale 6 della diocesi di Carpi e risale al XVIII secolo.

## Storia
Una chiesa dedicata a Santa Giustina è attestata sin dal 1227 e si sa con certezza che dalla metà del XV secolo apparteneva ai padri Agostiniani, situata a nord-est delle mura della Mirandola (circa all'incrocio della Strada Statale e la via per Concordia).

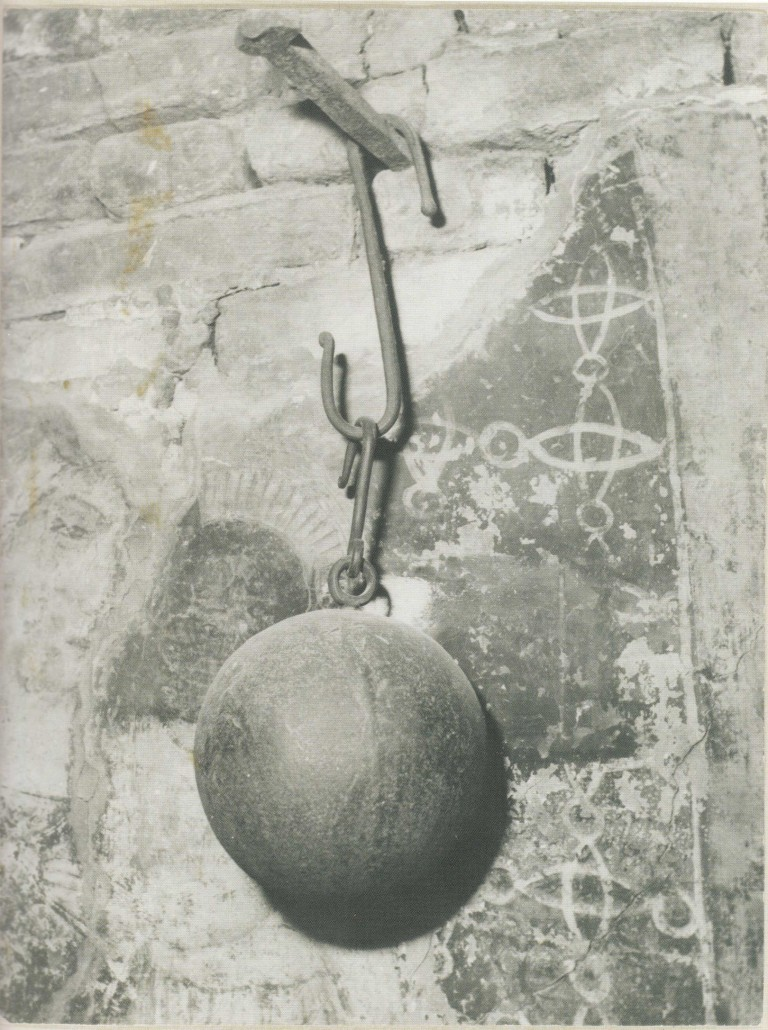
Il proiettile che sfiorò Papa Giulio II durante l'assedio alla Mirandola nel 1511, donato come ex votoal Santuario di Loreto.

Durante il celebre assedio della Mirandola del 1511 da parte di papa Giulio II, 17 gennaio un proiettile "grande come una testa d'uomo" sparato da una mezza colubrina dal castello colpì la cucina della canonica, situata a fianco della camera in cui alloggiava il papa, ferendo 4 soldati, di cui uno gravissimo. A guerra finita il proiettile venne donato dal papa come ex voto per essere scampato alla morte al santuario di Loreto, dove è conservata appesa all'interno della Santa Casa di Nazareth, sul lato meridionale. Al termine dell'assedio la chiesa, insieme al "borgo di sotto", venne completamente rasa al suolo nel 1512 da Giovanni Francesco II Pico della Mirandola e ricostruita un chilometro più a nord; ben presto demolita a sua volta per ragioni belliche e poi riedificata nell'attuale posizione.
Sino al 1611 vi risiedettero i padri agostiniani, che negli anni successivi si trasferirono all'interno delle mura della Mirandola nel nuovo convento di San Salvatore,, pur mantenendo in Santa Giustina sino alla metà del XVII secolo un sacerdote del loro ordine con funzione di parroco. Il primo parroco secolare fu nel 1654 don Giuseppe Gagliardi.
La parrocchia fu aggregata alla diocesi di Carpi nel 1821. La chiesa fu ricostruita nel 1850, su finanziamento del duca di Modena Francesco V d'Este.
Il 17 novembre 1944 la chiesa venne bombardata dall'aviazione alleata, causando la morte del parroco don Amadio Po.
Il terremoto dell'Emilia del maggio 2012 ha gravemente danneggiato la chiesa, causando danni per oltre 830.000 euro. Il 17 ottobre 2021 è stata riaperta al culto dal vescovo Erio Castellucci, coadiuvato dal vicario generale Ermenegildo Manicardi e dal parroco don Flavio Segalina.

## Architettura
La chiesa presenta una navata unica. Al suo interno erano presenti tre dipinti, raffiguranti la titolare Santa Giustina di pittore anonimo emiliano del XVII secolo, un Angelo annunziante dello Scarsellino (probabilmente parte di un precedente quadro smembrato) e una Deposizione con San Sebastiano e San Rocco di Teodoro Ghisi, ora esposti al museo diocesano di Carpi. L'archivio storico parrocchiale conserva documenti dal 1584 al 1994.